# Petroleum Air Services

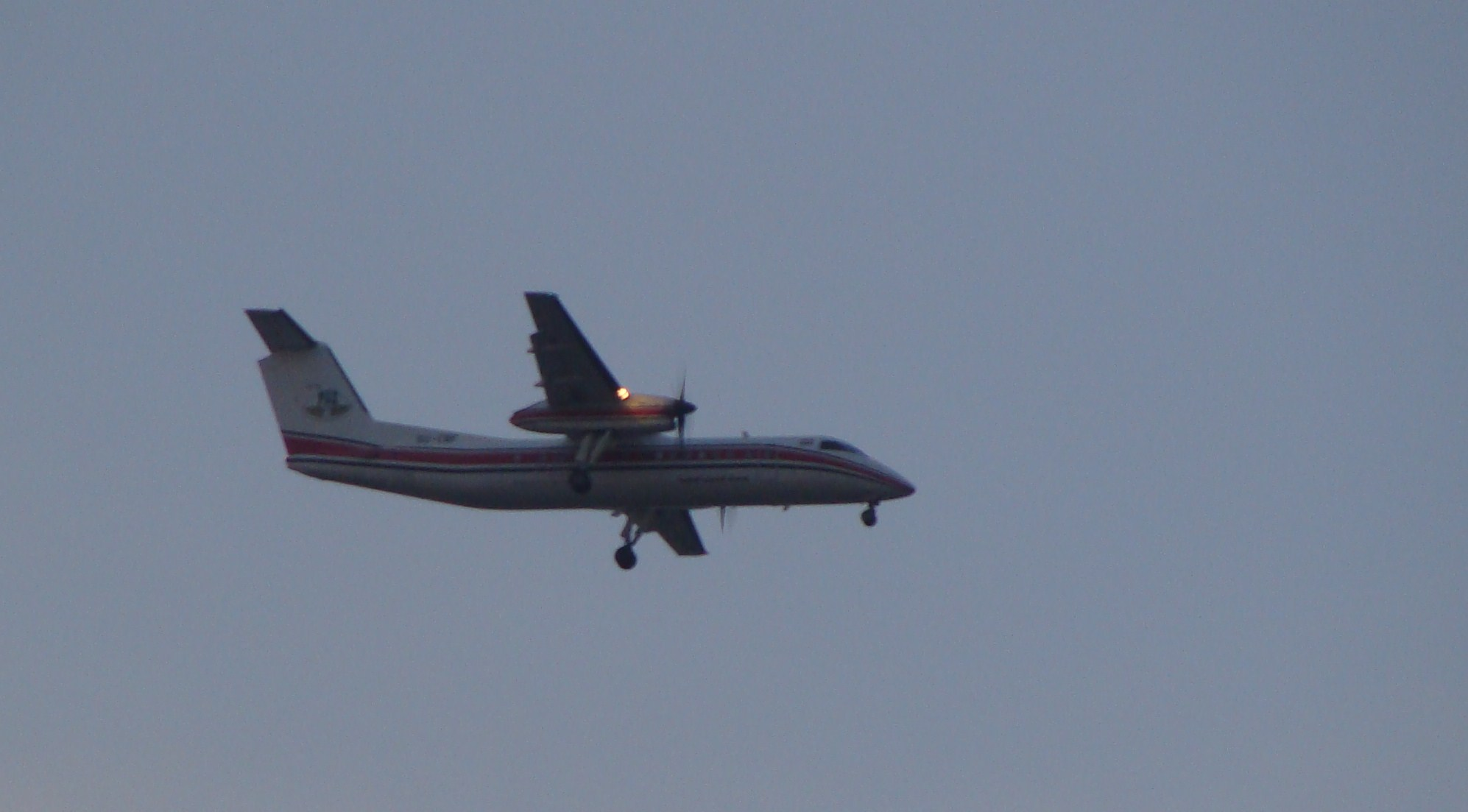
Petroleum Air Services.

Petroleum Air Services es una aerolínea fundada en 1982 con base en El Cairo, Egipto. Proporciona apoyo logístico a la industria del petróleo y transporte con los helicópteros. La aerolínea también efectúa vuelos comerciales de pasajeros en Egipto y a ciudades regionales. Su principal base de operaciones es el Aeropuerto Internacional de El Cairo.Su CEO desde 2022 es el General Ihab Abd Al-Maksoud (n. 1963). 

## Flota
En 2023 la flota de Petroleum Air Services incluye las siguientes aeronaves:
| Aeronaves                      | En servicio | Pedidos | Pasajeros (clase única)                              | Matrículas                                           | Antigüedad                                           |
| ------------------------------ | ----------- | ------- | ---------------------------------------------------- | ---------------------------------------------------- | ---------------------------------------------------- |
| Bombardier CRJ-900             | 3           | —       | 90                                                   | SU-CBY                                               | 11,8 años                                            |
| Bombardier CRJ-900             | 3           | —       | 90                                                   | SU-CCB                                               | 8,4 años                                             |
| Bombardier CRJ-900             | 3           | —       | 90                                                   | SU-CCB                                               | 5,9 años                                             |
| De Havilland Canada Dash 8-300 | 5           | —       | 50                                                   | SU-CBF                                               | 21,7 años                                            |
| De Havilland Canada Dash 8-300 | 5           | —       | 50                                                   | SU-CBG                                               | 21,6 años                                            |
| De Havilland Canada Dash 8-300 | 5           | —       | 50                                                   | SU-CBH                                               | 21 años                                              |
| De Havilland Canada Dash 8-300 | 5           | —       | 50                                                   | SU-CBJ                                               | 19 años                                              |
| De Havilland Canada Dash 8-300 | 5           | —       | 50                                                   | SU-CBN                                               | 17,2 años                                            |
| Total                          | 8           | —       | Edad media de la flota (octubre de 2023): 15,8 años. | Edad media de la flota (octubre de 2023): 15,8 años. | Edad media de la flota (octubre de 2023): 15,8 años. |

| Aeronaves                 | En servicio | Pedidos | Pasajeros (clase única) |
| ------------------------- | ----------- | ------- | ----------------------- |
| Bell 206 B3 (Jet Ranger)  | 2           | —       | 2                       |
| Bell 206 L3 (Long Ranger) | 6           | —       | 6                       |
| Bell 212                  | 10          | —       | 13                      |
| Bell 412                  | 15          | —       | 13                      |
| Eurocopter EC135          | 3           | —       | 6                       |
| AgustaWestland AW139      | 5           | —       | 12                      |
| Total                     | 41          | —       | —                       |

### Flota histórica
| Aeronaves                            | Total | Introducido | Retirado | Matrículas                             |
| ------------------------------------ | ----- | ----------- | -------- | -------------------------------------- |
| De Havilland Canada DHC-6 Twin Otter | 2     | 1985        | 1987     | PH-STG y PH-STH                        |
| De Havilland Canada Dash 7-100       | 5     | 1984        | c. 2012  | SU-CBA, SU-CBB, SU-CBC, SU-CBD, SU-CBE |